# El ídolo del tango
El ídolo del tango es una película en blanco y negro de Argentina dirigida por Héctor Canziani sobre el guion de Alfonso Gárgano que se estrenó el 17 de marzo de 1949 y que tuvo como protagonistas a Julio Martel, Graciela Lecube, Héctor Ferraro y María Esther Buschiazzo.

## Sinopsis
Una muchacha vendedora de una casa de música se enamora de un popular cantor.

## Reparto
- Julio Martel
- Graciela Lecube
- Héctor Ferraro
- María Esther Buschiazzo
- Gloria Ramírez
- Manolita Serra
- Héctor Gagliardi
- Osmar Maderna
- Domingo Federico
- Héctor y su jazz
- Oscar Alemán
- Juan Carlos Barbará
- Pola Alonso
- Liana Lombard
- Norma Giménez
- Ángel Boffa

## Comentarios
Noticias Gráficas dijo sobre el filme:

”un argumento sencillo tiene esta película, pero que ofrecía posibilidades que no fueron consideradas porque…se quiso hacer descansar la eficacia del film en…una serie de números de repercusión popular.”

El Heraldo del Cinematografista, por su parte, opinó:

”una endeble línea argumental sirve de pretexto para presentar una serie de números musicales populares sobre los que debe ser basada la publicidad ya que los intérpretes nada representan en boletería.”